# 吉田豊明
吉田 豊明（よしだ とよあき、1941年9月22日 - ）は、日本の俳優。本名は同じ。
大阪府出身。日本大学藝術学部卒業。プロモーション・プラス・ワン、中里事務所に所属していた。

## 人物
1957年、大阪テレビのスタジオドラマ『赤胴鈴之助』の主役に一般公募の中から選ばれ、俳優デビュー。1962年に東映ニューフェイスの第10期として東映へ入社。同期には小林稔侍・池田駿介がいる。1969年より刑事ドラマ『特別機動捜査隊』に石原刑事役でレギュラー出演した。
一般社団法人映像コンテンツ権利処理機構においては不明権利者とされている。

## 出演作品

### テレビドラマ
- 赤胴鈴之助（1957年、OTV） - 鈴之助
- 南蛮小天狗（1959年、CX）
- 飢える魂（1960年、CX）
- サンヨーテレビ劇場 / 死と恋と波と（1960年、KRT）
- 青年弁護士 第10話「はみだした青春」（1963年、NTV / 東映）
- 徳川家康（1964年、NET）
- 特別機動捜査隊（NET / 東映）
  - 第132話「痴漢の季節」（1964年） - 石黒真一
  - 第303話「兄ちゃんの馬鹿」（1967年）
  - 第325話「金色の天使の矢」（1968年） - 片桐
  - 第328話「消えた女狐」（1968年） - 吉田
  - 第338話「狂った季節」（1968年） - 芳男
  - 第375話「鶏はふたたび鳴く」（1969年）
  - 第378話「美しき鷹」（1969年）
  - 第413話「麻薬」- 第800話「あヽ夫婦」（1969年 - 1977年） - 石原刑事
- あゝ同期の桜 第19話「新しき日を生きよ」（1967年、NET / 東映）
- 河童の三平 妖怪大作戦 第3話「吸血自動車」（1968年、NET）
- キイハンター 第8話「影なき狙撃者」（1968年、TBS / 東映）
- 銭形平次 第126話「錦絵秘聞」（1968年、CX / 東映） - め組の半次郎
- 東京ロマン 花と蝶（1969年、NET）
- 戦国艶物語 第一部・お市編（1969 - 70年、ABC） - 織田信行
- おんなの劇場 / 柳橋物語（1970年、CX）
- 江戸川乱歩シリーズ 明智小五郎 第11話「復讐鬼・黄金仮面」（1970年、12ch / 東映）
- 大岡越前（TBS / C.A.L）
  - 第1部 第19・20話「悪魔の人形使い（前・後編）」（1970年）
  - 第7部 第13話「目撃者はお高祖頭巾の女」（1983年） - 丈助
  - 第8部 第3話「殺しの依頼は能面の女」（1984年） - 樺島道節
  - 第10部 第18話「志保が試した麻酔薬」（1988年） - 源次
  - 第11部 第12話「拾った財布が落とし穴」（1990年） - 子之吉
  - 第13部 第16話「孫兵衛を怨んだ男」（1993年） - 蛇の捨七
- 水戸黄門（TBS / C.A.L）
  - 第2部 第11話「四人の無法者 -能代-」（1970年） - 磯平
  - 第8部 第10話「命賭ける時 -名古屋-」（1977年） - 奥田源六
  - 第9部 第9話「黄門さまの父子裁き -弘前-」（1978年） - 伊佐次
  - 第10部 第6話「天下の怪盗光右衛門 -駿府-」（1979年） - 木島源太郎
  - 第11部 第15話「天狗の鼻にお灸 -会津-」（1980年） - 権次
  - 第12部
    - 第16話「瀬戸の夕映え花嫁 -広島-」（1981年） - うつぼの仙太
    - 第27話「瞼の母娘にめぐる春 -江戸・水戸-」（1982年） - 銀次

  - 第13部（1983年）
    - 第12話「伊勢参り 娘初春七変化 -伊勢-」 - 紋次
    - 第15話「三葉葵を盗んだ男 -津山-」 - 常次

  - 第14部
    - 第9話「悪を蹴散らす南部駒 -八戸-」（1983年） - 寅
    - 第33話「じゃじゃ馬娘の婿選び -姫路-」（1984年） - 猪之吉

  - 第15部（1985年） 
    - 第4話「悪計暴いた身代り花嫁 -大洲-」 - 鶴三
    - 第28話「助さんは替え玉亭主 -岐阜-」 - 金蔵

  - 第16部 第39話「旅遥か 恋の船唄 -水戸-」（1987年） - 清次
  - 第21部 第14話「瞼の父は偽黄門 -宇和島-」（1992年） - 丑松
- 少年ドラマシリーズ / 赤外音楽（1975年、NHK） - 友野四郎
- 大江戸捜査網（12ch→TX / 三船プロ）
  - 第189話「囚人護送の罠」（1975年）
  - 第204話「替え玉脱獄作戦」（1975年） - 菊次
  - 第252話「怪盗 炎の中を走る」（1976年） - 銀次
  - 第287話「連続放火魔の謎」（1977年） - 山名源四郎
  - 第303話「緊急指令! 人質を救出せよ」（1977年） - 脇田
  - 第313話「大暴れ魚河岸の伊達男」（1977年） - 富春屋番頭
  - 第318話「おんな拳法 仇討ち絵巻」（1977年） - 新倉道場の門弟
  - 第350話「音次郎を狙う狼の牙」（1978年）
  - 第365話「人質救出に賭けた夫婦の絆」（1978年）
  - 第403話「怪奇 生きていた死美人」（1979年）
  - 第412話「島帰りの父 涙の絶唱」（1979年） - 同心
  - 第454話「無情 巾着切りの涙」（1980年） - 水神一家代貸
  - 第473話「非情の少女囮作戦」（1980年） - 権次
  - 第498話「姫君七変化道中」（1981年） - 桑原
  - 第504話「盗賊 紅蜘蛛の女」（1981年） - 大島
  - 第531話「母に託す謎の印籠」（1982年） - 倉澤庄之助
  - 第550話「金貸し座頭 秘薬責めの罠」（1982年） - 源次
  - 第564話「新登場 炎のおんな隠密」（1982年） - 銀次
  - 第580話「絶唱 夜霧に消えた女郎花」（1983年） - 神林栄之助
  - 平成版 第1シリーズ 第11話「怪盗霞小僧! 獄門の罠を突破しろ」（1990年） - 下田作兵衛
- 宮本武蔵（1975 - 76年、CX / 松竹） - 木村助九郎
- 非情のライセンス 第2シリーズ 第45話 「洞爺湖に散った兇悪」（1975年、NET / 東映） - 益川隆
- 大都会シリーズ（NTV / 石原プロ）
  - 大都会 闘いの日々 第7話「おんなの殺意」（1976年）
  - 大都会 PARTII 第2話「幻の総監賞」（1977年）
  - 大都会 PARTIII 第26話「殺人予告」（1979年） - 大鳥洋一
- 大河ドラマ / 花神（1977年、NHK） - 立見鑑三郎
- 破れ奉行（1977年、ANB / 中村プロ）
  - 第5話「暗黒街の紅い花」 - 牧原
  - 第28話「二十五年目の父子唄」
  - 第39話「さらば! 深川奉行」
- 新選組始末記 （1977年、TBS） - 松田重助
- 俺たちの朝 第39話「殴り合いとヨットハーバーと船よさらば」（1977年8月14日、NTV / 東宝） - 逗子マリーナ社長
- 破れ新九郎 第12話「血風!帰らざる街道」（1978年、ANB / 中村プロ） - 宮川源吾
- 俺たちは天使だ! 第9話「運が悪けりゃワンパターン」（1979年、NTV / 東宝） - 服部の仲間
- 遠山の金さん 第2シリーズ 第10話「この命、捧げます!」（1979年、ANB / 東映） - 兼助
- 柳生一族の陰謀 第34話「やわ肌の秘密」（1979年、KTV / 東映） - 多吉
- 鉄道公安官（1979年、ANB / 東映）
- 桃太郎侍（NTV / 東映）
  - 第146話「死を招いた勘違い」（1979年）
  - 第209話「悲願! 仲人百組目」（1980年）
- 大空港 第47話「ジャンボジェットにマシーンを乗せろ 青春の爆走!」（1979年、CX / 松竹） - 森田（古井組幹部）
- 江戸の牙（ANB / 三船プロ）
  - 第12話「純情 魚河岸の政」（1979年）
  - 第21話「生か死!? 暁の脱出作戦」（1980年）
- 西部警察シリーズ（ANB / 石原プロ）
  - 西部警察
    - 第14話「殺し屋参上」（1980年） - 赤沢
    - 第42話「ピエロの名演」（1980年） - 伊藤
    - 第125話「約束の報酬」（1982年） - 中畑（森岡商事幹部）

  - 西部警察 PART-II 第38話「決戦・地獄の要塞 -名古屋篇-」（1983年） - 「エルム」マスター
  - 西部警察 PART-III 第20話「40億の罠」（1983年） - 望月イサオ
- 長七郎天下ご免!（ANB / 東映）
  - 第34話「巾着切りと玉の輿」（1980年） -  鉄造
  - 第54話「紅花・たそがれ親不孝」（1981年） - 高野
  - 第76話「おかち町、無情の嵐」（1981年） - 上原仙右衛門
- 大捜査線→大捜査線シリーズ 追跡（1980年、CX）
  - 第12話「路上の結婚式」
  - 第38話「野獣になった刑事」
- 必殺シリーズ（ABC / 松竹）
  - 必殺仕事人 第68話「願い技奉納絵馬呪い割り」（1980年） - 清三郎
  - 新・必殺仕事人 第8話「主水端唄で泣く」（1981年） - 筧善之助
  - 必殺スペシャル・新春 大暴れ仕事人! 横浜異人屋敷の決闘（1990年） - 鎌吉
- 影の軍団シリーズ（KTV / 東映）
  - 服部半蔵 影の軍団 第24話「戦慄! 処女のいけにえ」（1980年） - 西大路康房
  - 影の軍団II 第2話「姿なき吸血鬼」（1982年）
  - 影の軍団 幕末編 第6話「右も左もぶっ殺せ」（1985年） - 桜小路光房
- 斬り捨て御免! 第2シリーズ 第9話「女渡り鳥凶状旅」（1981年、12ch） - 市兵衛
- 同心暁蘭之介 第6話「遠い国から来た女」（1981年、CX）
- 土曜ワイド劇場（ANB）
  - 江戸川乱歩の美女シリーズ  第18作「化粧台の美女」（1982年） - カメラマン
  - アスレチッククラブ華麗な女の斗い (1986年)
  - 殺人現場から消えた女・青いドレス、ほくろに仕組まれた不倫の罠…（1988年）
- 太陽にほえろ! 第446話「光る紙幣」（1981年、NTV / 東宝） - 飯田道夫
- 文吾捕物帳 第25話「嘘は涙かため息か」（1982年、ANB）
- 時代劇スペシャル / 素浪人罷り通る 第3弾「血煙りの宿」（1982年、CX） - 神坂
- 松平右近事件帳（1982年、NTV / ユニオン映画）
  - 第21話「消えた花火職人」 - 半次
  - 第29話「試し撃ち」 - 秋葉左内
- 幻之介世直し帖 第11話「人質救出!暗闇の対決」（1982年、NTV / 国際放映）
- 眠狂四郎円月殺法 第12話「月光けもの谷暗殺剣-掛川の巻-」（1983年、TX）
- ザ・ハングマンシリーズ（ABC / 松竹芸能）
  - 新ハングマン 第1話「令嬢を情婦に堕した悪徳署長」（1983年） - 銀竜会組員
  - ザ・ハングマン4 第11話「銃撃戦が生中継される!」（1984年） - 西山（銀竜会幹部）
  - ザ・ハングマン6 第13話「少女連続殺人犯はロリコン先生!」（1987年） - 九条所長（ひまわり人材派遣所）
- 花王 愛の劇場 / 人生はガタゴト列車（1984年、TBS）
- 遠山の金さんII 第15話「二人の男に愛された女!」（1986年、ANB / 東映）
- 傑作時代劇 / かあちゃん 男女六人、一軒長屋の肝っ玉母賛歌（1987年、ANB / 東映）
- 三匹が斬る!（ANB / 東映）
  - 第2話「花一輪、雨も上がるか中山道」（1987年）
  - 第11話「大逆転、絹街道の美女と悪い奴」（1988年）
- 暴れん坊将軍シリーズ（ANB / 東映）
  - 暴れん坊将軍II 第172話「め組が消えた異変街道!」（1986年） - 坂井
  - 暴れん坊将軍III
    - 第27話「罠にかかった女」（1988年） - 榎木
    - 第67話「まさか! 辰五郎が不倫!?」（1989年） - 福井丈之助
    - 第95話「狙われた四人の目撃者!」（1990年） - 桑田

  - 暴れん坊将軍V  第17話「剣も躍る! 阿波おどり」（1993年） - 階堂弥八
- ベイシティ刑事 第18話「子連れ刑事 ヨコハマ物語」（1988年）
- 名奉行 遠山の金さん（ANB / 東映）
  - 第1シリーズ 第2話「女盗賊の三つの謎」（1988年） - 虎松
  - 第2シリーズ（1989年）
    - 第8話「恋女房が危ない!べに紅の秘密」 - 黒川勘兵衛
    - 第20話「（秘）大奥の女殺人者」 - 角九郎太

  - 第3シリーズ 第2話「お婆ちゃんの隠し財産を狙え!」（1990年） - 佐八
  - 第5シリーズ 第3話「狙われた女盗賊」（1993年） - 大原
- はぐれ刑事純情派 第2シリーズ 第2話「悲しき十五歳、春を売る女」（1989年）
- さすらい刑事旅情編II 第23話「城下町から失踪した婚約者」（1990年、ANB / 東映）
- 人形佐七捕物帳 佐七一番手柄（1990年、TX）
- あばれ八州御用旅 第3シリーズ 第8話「川止足止め地獄越え」（1992年、TX / ユニオン映画） - 文造

### 映画
- 浮気のすすめ 女の裏窓（1960年、松竹） - チンピラB
- 新・二等兵物語 めでたく凱旋の巻（1961年、松竹） - 長谷川二等兵
- 東京丸の内（1962年、東映） - ボーイ
- 恋人をさがそう（1967年、日活） - 加納
- あゝ海軍（1969年、大映） - 片山
- 女組長（1970年、大映） - 芳三
- ダブル・クラッチ（1978年、松竹） - 試験官